# کولبورن، یورک‌شر شمالی
latitudeکولبورن، یورک‌شر شمالیlongitudeکولبورن، یورک‌شر شمالی
کولبورن، یورک‌شر شمالی (به انگلیسی: Colburn, north yorkshire) یک روستا در بریتانیا است که در انگلستان واقع شده‌است.

## خصوصیات
کولبورن ۳٬۶۰۶ نفر جمعیت دارد.